# Mary Church Terrell

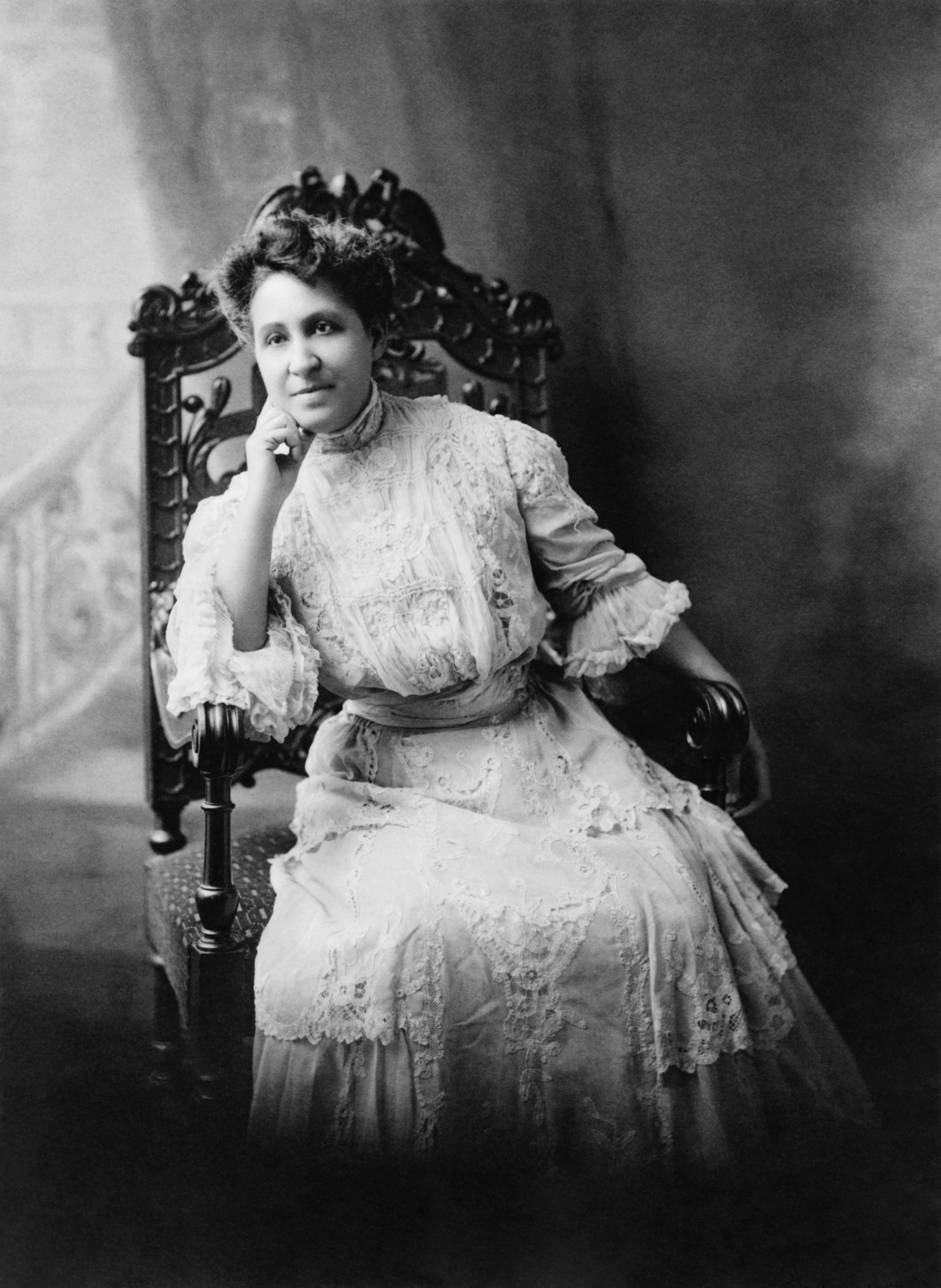
Mary Church Terrell

Mary Church Terrell (ur. 23 września 1863 w Memphis w Tennessee, zm. 24 lipca 1954 w Passy) – jedna z pierwszych Afroamerykanek, które ukończyły studia wyższe; działaczka na rzecz praw obywatelskich i sufrażystka. Uczyła w dzisiejszej Paul Laurence Dunbar High School w Waszyngtonie – pierwszym liceum dla Afroamerykanów w USA. W 1896 została pierwszą Afroamerykanką w Stanach Zjednoczonych w zarządzie szkoły w dystrykcie Kolumbii. Działała w takim wymiarze do 1906. Była założycielką Krajowego Stowarzyszenia na Rzecz Popierania Ludności Kolorowej (1909) i Colored Women's League of Washington (1894). Pomagała założyć National Association of Colored Women (1896) i była pierwszą prezeską tej organizacji. Była również jedną z założycielek National Association of College Women (1910).

## Dzieciństwo i edukacja
Jej rodzicami byli wyzwoleni niewolnicy Robert Reed Church i Louisa Ayers, którzy należeli do ciemnoskórej elity Memphis po wojnie secesyjnej. Jej babcia ze strony ojca była Malgaszką, a jej dziadek ze strony ojca, Charles B. Church, białym mężczyzną, właścicielem i operatorem parowca w Wirginii. Przekazał swój majątek synowi, który zainwestował go w nieruchomości i w 1862 zakupił posiadłość w Memphis. Zdobył majątek, skupując nieruchomości, kiedy miasto opustoszało po epidemii żółtej gorączki w 1878. Jest uznawany za pierwszego Afroamerykanina milionera na południu Stanów Zjednoczonych.
Matka Terrell jest uznawana za jedną z pierwszych Afroamerykanek, które miały własny salon fryzjerski. Odwiedzany był przez elity Memphis. Louisa Church odniosła sukces jako przedsiębiorczyni w czasach, kiedy zdecydowana większość kobiet nie miała własnych biznesów. Zachęciła córkę do nauki w Antioch College w Yellow Springs w Ohio, gdzie Mary zdobyła podstawowe i średnie wykształcenie. W wieku lat 12 Mary rozpoczęła naukę w szkole w Oberlin, gdzie uczęszczała też później na studia.
Mary Church Terrell była nazywana przez członków rodziny „Mollie”. Miała jednego rodzonego brata i dwoje przyrodniego rodzeństwa z drugiego małżeństwa jej ojca. Później Robert Church ożenił się po raz trzeci.
Mary była jedną z pierwszych Afroamerykanek, które ukończyły studia wyższe. College w Oberlin był pierwszym uniwersytetem w USA, który przyjmował kobiety i Afroamerykanów. Na pierwszym roku Mary uznano poetką, stąd została wybrana do dwóch towarzystw literackich na uczelni. Była również redaktorką miejscowej gazety. Uzyskała licencjat w 1884. Ukończyła studia razem z innymi afroamerykańskimi Intelektualistkami: Anną Julią Cooper i Idą Gibbs Hunt. Zostały aktywistkami na rzecz równości rasowej i płciowej w Stanach Zjednoczonych. W 1888 Mary ukończyła studia magisterskie.

## Kariera
Terrell rozpoczęła karierę nauczycielki w 1885, ucząc języków nowożytnych w Wilberforce, w szkole dla Afroamerykanów założonej przez Kościół Ewangelicko-Metodyczny w Ohio i Afrykański Kościół Metodyczno-Episkopalny. Później przeprowadziła się do Waszyngtonu, gdzie uczyła w The M. Street School. Następnie przeprowadziła się do Europy, gdzie nauczyła się francuskiego, niemieckiego i włoskiego. W 1891 Oberlin College zaoferował jej posadę, jednak odmówiła.
Po powrocie do USA Terrell porzuciła karierę akademicką i zajęła się działalnością społeczną skupioną na wzmocnieniu pozycji ciemnoskórych kobiet w społeczeństwie. Dużo pisała. Jej teksty były publikowane w prasie. W 1904 opublikowano jej artykuł Lynching from a Negro's Point of View, gdzie próbowała zdementować wypaczoną narrację o tym, dlaczego ciemnoskórzy mężczyźni są celem linczowania i przedstawiała liczne fakty na poparcie swoich twierdzeń.
W autobiografii A Coloured Woman in a White World (1940) Terrell opowiedziała o osobistych doświadczeniach z rasizmem.

## Małżeństwo i dzieci
18 października 1891 w Memphis Church poślubiła Roberta Hebertona Terrella, prawnika, który został pierwszym ciemnoskórym sędzią sądu miejskiego w Waszyngtonie. Poznali się w Waszyngtonie i razem pracowali w M Street High School, gdzie Terrel był dyrektorem.
Małżeństwo miało trójkę dzieci, które umarły we wczesnym dzieciństwie. Córka Phylis Terrel jako jedyna dożyła dorosłości. Później Terrelowie adoptowali drugą córkę, Mary.

## Działalność

### Stowarzyszenia ciemnoskórych kobiet i narodowe stowarzyszenie kobiet kolorowych
W 1892 Mary wraz z Helen Appo Cook, Idą B. Bailey, Anną Julią Cooper, Charlotte Forten Grimké, Mary Jane Peterson i Evelyn Shaw założyły Colored Women's League w Waszyngtonie. Celem organizacji była promocja równości, postępu społecznego i jak najlepszego interesu społeczności afroamerykańskiej. Helen Appo Cook stała na czele organizacji, która pomagała podnosić poziom życia wykształconych ciemnoskórych kobiet. W tym samym czasie w Bostonie działała Federation of Afro-American Women zarządzana przez sufrażystkę Josephine St. Pierre Ruffin. Ponieważ obie organizacje miały podobne cele i odbiorców, Terrell i Ruffin postanowiły połączyć swoje wysiłki i rozpocząć współpracę z setkami innych organizacji, aby dotrzeć do szerszego kręgu ciemnoskórych kobiet pracujących, studentek i aktywistek. Z tej współpracy powstało National Association of Colored Women, które stało się pierwszą świecką organizacją narodową zajmującą się źródłami utrzymania ciemnoskórych kobiet w Ameryce. NACW miało utworzyć solidarność między ciemnoskórymi Amerykankami w celu walki z rasową dyskryminacją. Terrell dwukrotnie stała na czele tej organizacji.
W 1896 Terrell założyła National Association of College Women, które później przerodziło się w the National Association of University Women. Organizacja budowały żłobki i przedszkola dla ciemnoskórych dzieci oraz zajmowały się organizacją zajęć.
Dzięki osiągnięciom i działalności społecznej Terell została powołana do zarządu departamentu edukacji w drystrykcie Columbia.

### Walka o prawa wyborcze ciemnoskórych kobiet
Już w czasie studiów w Oberlin Terrell była aktywną sufrażystką. Po odejściu ze szkoły nadal aktywnie uczestniczyła w wydarzeniach dla sufrażystek organizacowanych przez National American Woman Suffrage Association. Dzięki tym spotkaniom poznała Susan B. Anthony. W tym samym czasie współpracowała również z Lucrettią Mott i Elizabeth Cady Stanton. Dzięki znajomościom Terrell, jako jedna z niewielu ciemnoskórych, mogła uczestniczyć w spotkaniach NAWSA. Wówczas zrodziła się w niej chęć stworzenia formalnej organizacji dla ciemnoskórych kobiet w Ameryce w celu rozwiązania problemów linczu, braku praw obywatelskich i rozwoju edukacji osób ciemnoskórych.
18 lutego 1898 podczas odbywającego się co dwa lata w Waszyngtonie spotkania członkowskiego Narodowego Stowarzyszenia Amerykańskich Sufrażystek Terrell wygłosiła przemówienie pod tytułem The Progress of Colored Women. Między innymi ta przemowa sprawiła, że NAWSA zaczęła walczyć o prawa ciemnoskórych kobiet. Terrell wygłosiła więcej przemówień, takich jak In Union There is Strength czy What it Means to be Colored in the Capital of the U.S., w których omawiała osobiste problemy, z którymi zmagała się jako Afroamerykanka w Waszyngtonie. Terrel zwróciła się do Towarzystwa Historycznego w Seneca Falls, które pochwaliło pracę sufrażystek walczących o prawa kobiet każdej rasy.
W A Colored Woman In A White World' Terrell wspominała o latach w zdominowanym przez mężczyzn college'u w Oberlin. Później uznała, że powinna wykorzystać swoje doświadczenie w celu tworzenia lepszych relacji między Afroamerykanami i białymi Amerykanami, co sprawiło, że stała się aktywną działaczką NAWSA.
Była aktywna w partii republikańskiej. Stała na czele Ligi Republikańskiej Kobiet w czasie kampanii prezydenckiej Warrena G. Hardinga w 1920. Były to pierwsze wybory, w których mogły głosować kobiety. Stany południowe w latach 1890–1908 uchwaliły przepisy dotyczące rejestracji wyborców i prawa wyborcze, które pozbawiły Afroamerykanów prawa do głosowania. Ograniczenia te nie zostały całkowicie zniesione, dopóki w 1965 Kongres nie uchwalił ustawy o prawach wyborczych.

## Dzieła
- "Duty of the National Association of Colored Women to the Race", A. M. E. Church Review (styczeń 1900), 340–54.
- "Club Work of Colored Women", Southern Workman, 8 sierpnia 1901, 435–38.
- "Society Among the Colored People of Washington", Voice of the Negro (kwiecień 1904), 150–56.
- "Lynching from a Negro's Point of View", North American Review 178 (czerwiec 1904), 853–68.
- "The Washington Conservatory of Music for Colored People", Voice of the Negro (listopad 1904), 525–30.
- "Purity and the Negro", Light (czerwiec 1905), 19–25.
- "Paul Lawrence Dunbar", Voice of the Negro (kwiecień 1906), 271–77.
- "Susan B. Anthony, the Abolitionist", Voice of the Negro (czerwiec 1906), 411–16.
- "A Plea for the White South by a Colored Woman", Nineteenth Century (lipiec 1906), 70–84.
- "What It Means to Be Colored in the Capital of the United States", Independent, 10 października, 1906, 181–86.
- "An Interview with W. T. Stead on the Race Problem", Voice of the Negro (lipiec 1907), 327–30
- "Peonage in the United States: The Convict Lease System and the Chain Gangs", Nineteenth Century 62 (sierpień 1907), 306–22
- A Colored Woman in a White World (1940), autobiografia.